# レオ・ボッカルディ
レオ・ボッカルディ（イタリア語: Leo Boccardi、1953年4月15日 - ）は、カトリック教会高位聖職者で教皇庁外交官。2021年から駐日教皇大使を務め、2023年に退任した。神学博士。

## 経歴
1953年4月15日、イタリア南部サン・マルティーノ・イン・ペンシリスに生まれる。1979年6月24日に教皇ヨハネ・パウロ2世によって司祭に叙階された。1987年6月13日に聖座の外交官に就任、ウガンダ、パプアニューギニア、ベルギー、教皇庁国務省外務局で働く。その後、国連の国際原子力機関や欧州安全保障協力機構、包括的核実験禁止条約準備委員会への聖座代表、2001年3月24日からウィーンの国際連合工業開発機関、国連事務所での聖座常任オブザーバーを務めた。
2007年1月16日、教皇ベネディクト16世によって駐スーダン教皇大使とビテット名義大司教に、同月30日に駐エリトリア教皇大使に任命される。3月18日、司教叙階。教皇フランシスコによって2013年7月11日に駐イラン教皇大使、2021年3月11日に駐日教皇大使に任命された。
駐日教皇大使任命後、同年7月16日に来日。同年8月31日、皇居で信任状を捧呈。2023年9月1日、教皇フランシスコにより引退願いが受理された。
2023年9月22日付で旭日大綬章を叙勲された。